# PalaDolmen
Il PalaDolmen è il palazzetto dello sport di Bisceglie, progettato nel 1985, costruito a partire dal 1990 e inaugurato il 1° ottobre 1994. La struttura dispone di un'ampia superficie di gioco in parquet dal febbraio 2001, ha una capienza massima di 3500 posti tutti a sedere. L'ampio parcheggio antistante può accogliere più di 300 auto. È la casa delle maggiori formazioni di pallacanestro, pallavolo e calcio a 5 della città e ospita anche diverse manifestazioni sportive di caratura nazionale di varie discipline.
Il PalaDolmen è facilmente raggiungibile in auto, in quanto è situato a ridosso dell'uscita Bisceglie ovest-Ruvo lungo la strada statale 16 bis. L'impianto è chiuso al pubblico dal maggio 2024 per notevoli interventi di riqualificazione relativi all'adeguamento degli impianti e all'efficientamento energetico. 

## Manifestazioni ospitate
- 1997 - Torneo di pallavolo femminile dei Giochi del Mediterraneo
- 2006 - Final Eight Coppa Italia Serie A2 calcio a 5 2015 - Qualificazioni ai Mondiali maschili di calcio a 5: Italia-Colombia
- 2023 - Final Four Coppa Italia Serie A femminile calcio a 5